# Odins øje
|  | Denne artikel er oprettet af botten PalnaBot ud fra en ekstern database. Den kan derfor have sproglige fejl eller mangler. Denne skabelon kan fjernes efter kontrol af indholdet. |

Odins øje er en børnefilm fra 2004 instrueret af Maria Mac Dalland efter manuskript af Thomas Winding, Maria Mac Dalland.

## Handling
»Odins øje« fortæller om verdens skabelse, menneskets oprindelse og kampen mellem guder og jætter i den nordiske mytologi. Filmen giver børn og unge mulighed for at stifte bekendtskab med Vikingetidens myter og sagn om guder i Norden. Mac Dallands unikke tegnefilm fortolker den nordiske mytologi med visuel inspiration fra blandt andet helleristninger.